# Nora Nilsson
Nora Maria Nilsson, född 1 juli 1980 i Katarina församling i Stockholm, är en svensk regissör.

## Biografi
Regissören Nora Nilsson är dotter till scenografen Sören Brunes och skådespelaren Lise-Lotte Nilsson. Hennes äldre syster Zofi Nilsson är scenograf och hennes mostrar skådespelarna Cecilia Nilsson och Ann Sofi Nilsson. 

## Teater
Nora Nilsson har regisserat flera uppmärksammade föreställningar. På Göteborgs Stadsteater har hon satt upp Andrew Sheridans Vintertid (2011), Tony Kushners Det intelligenta homots guide till kapitalism och socialism med en nyckel till skriften (2013) och Sofia Fredéns Afterwork (2014).
Nora Nilsson har dramatiserat och gjort teater av Maria Svelands roman Bitterfittan på Smålands Musik och Teater (2012), regisserat Christian Lollickes Det normala livet  på Borås Stadsteater (2013) och Anders Duus Ingen fattar utom vi  för Riksteatern (2014).
På Profilteatern regisserade Nora Nilsson 2014 Ursäkta, skulle ni kunna svälta lite tystare, vi försöker faktiskt skapa lite ekonomisk tillväxt här borta!, byggd på texter av Liv Strömquist och Sara Granér. Föreställningen gästspelade på Stockholms Stadsteater. På Stockholms Stadsteater satte Nilsson även upp Edward Albees Lolita (2014) och en egen dramatisering av Ebba Witt-Brattströms roman Århundradets kärlekskrig (2017).
Ingen fattar utom vi visades på Scenkonstbiennalen 2015 och Ursäkta skulle ni kunna svälta lite tystare... blev utvald till BIBU, scenkonstfestival för barn och unga, 2016.
Nora Nilsson regisserade Marius von Mayerburgs Den fule på Folkteatern 2017, och Biet i Huvet  av dramatikern Roland Schimmelpfennig på  Riksteatern 2018.

### Regi (ej komplett)
| År   | Produktion | Upphovsmän                                                       | Teater                   |
| ---- | --- | ---------------------------------------------------------------- | ------------------------ |
| 2009 | Krossad Tilt | Ailís Ní Ríain                                                   | Göteborgs stadsteater    |
| 2013 | Det intelligenta homots guide till kapitalism och socialism, med en nyckel till skriften The Intelligent Homosexual's Guide to Capitalism and Socialism with a Key to the Scriptures | Tony Kushner                                                     | Göteborgs stadsteater    |
| 2018 | Ned med vapnen! Die Waffen nieder! | Bertha von Suttner Översättning Axel Rydstam                     | Kulturhuset Stadsteatern |
| 2022 | Mr. Burns | Anne Washburn och Michael Friedman Översättning Sisela Lindblom  | Göteborgs stadsteater    |
| 2022 | Köket är hemmets hjärta | Agnes Lidbeck                                                    | Kulturhuset Stadsteatern |
| 2024 | Or-lan-do | Ninna Tersman och Nora Nilsson Fritt efter Virginia Woolfs roman | Dramaten                 |